# Корор
Корор је једна од шеснаест административних области острвске државе Палау. Налази се на истоименом острву које се још назива и Ореор. Према попису из 2004. године држава Корор је имала 14.000 становника што је 70% становништва државе. Бивши главни град Корор, који се налази у истоименој држави, има око 11.200 и највећи је град Палауа. 

## Градови побратими
- Манадо, Индонезија
- Давао, Филипини

## Клима
| Клима Корора               | Клима Корора | Клима Корора | Клима Корора | Клима Корора | Клима Корора | Клима Корора | Клима Корора | Клима Корора | Клима Корора | Клима Корора | Клима Корора | Клима Корора | Клима Корора   |
| Показатељ \ Месец          | .Јан.        | .Феб.        | .Мар.        | .Апр.        | .Мај.        | .Јун.        | .Јул.        | .Авг.        | .Сеп.        | .Окт.        | .Нов.        | .Дец.        | .Год.          |
| -------------------------- | ------------ | ------------ | ------------ | ------------ | ------------ | ------------ | ------------ | ------------ | ------------ | ------------ | ------------ | ------------ | -------------- |
| Средњи максимум, °C (°F)   | 27,5 (81,5)  | 27,1 (80,8)  | 27,6 (81,7)  | 28,6 (83,5)  | 29,0 (84,2)  | 29,3 (84,7)  | 29,2 (84,6)  | 29,2 (84,6)  | 29,1 (84,4)  | 29,1 (84,4)  | 27,3 (81,1)  | 28,2 (82,8)  | 28,43 (83,17)  |
| Средњи минимум, °C (°F)    | 22,8 (73)    | 22,7 (72,9)  | 22,7 (72,9)  | 22,9 (73,2)  | 23,4 (74,1)  | 23,9 (75)    | 23,8 (74,8)  | 24,0 (75,2)  | 24,1 (75,4)  | 23,8 (74,8)  | 22,5 (72,5)  | 23,2 (73,8)  | 23,32 (73,98)  |
| Количина падавина, mm (in) | 295 (116,1)  | 211 (83,1)   | 196 (77,2)   | 236 (92,9)   | 345 (135,8)  | 376 (148)    | 445 (175,2)  | 378 (148,8)  | 333 (131,1)  | 345 (135,8)  | 292 (115)    | 310 (122)    | 3,762 (1,4811) |
| [ тражи се извор ]         |              |              |              |              |              |              |              |              |              |              |              |              |                |

## Становништво
| Година       |
| Становништво |
| ------------ |